# 伏見はる香
伏見 はる香（ふしみ はるか、2月24日 - ）は、日本の女性声優。愛知県出身。81プロデュース所属。

## 略歴
アミューズメントメディア総合学院卒業。2016年4月1日より81プロデュース所属となる。
2018年8月29日、世界初の声優によるバスケットボールリーグ「声優Jrバスケ3×3 SJ3.LEAGUE」の発足が決定され、そのチームである「PuaPureParty!」に参加する。
2019年より『けものフレンズ3』でマイルカ役として出演。同作で共演する和泉風花（ドール役）、柳原かなこ（ミーアキャット役）が組んでいる声優ユニット「はなまるアニマル」に6月27日より加入し、3人ユニットとして活動している。

## 人物
趣味・特技にはサイクリング、奇跡の一枚を撮ること、書道（八段）をそれぞれ挙げている。

## 出演

### テレビアニメ
2016年
- 怪盗ジョーカー（虎の乙女4）

2017年
- リトルウィッチアカデミア（生徒）
- 縁結びの妖狐ちゃん（司書）

2018年
- SPIRITPACT -黄泉の契り-（泉）
- 一人之下 羅天大醮篇（鄧有才の彼女）

2019年
- キラッとプリ☆チャン（少女、ファン、女の子）

2022年
- ワッチャプリマジ!（生徒、副会長）
- 弱虫ペダル LIMIT BREAK（生徒）

2023年
- 魔術士オーフェンはぐれ旅 シリーズ（ウェイトレス、イザベラ） - 2シリーズ
- 青のオーケストラ（女性、野口弥生、オーケストラ部員、観客）
- BEYBLADE X（2023年 - 2024年、ななせ、子供、観客）

2024年
- HIGH CARD（女性）
- 戦国妖狐（岩玉）
- 負けヒロインが多すぎる!（カフェ店員、小学生、子供、生徒）
- 菜なれ花なれ（ミキ）

2025年
- 薬屋のひとりごと（漣風）
- 勘違いの工房主〜英雄パーティの元雑用係が、実は戦闘以外がSSSランクだったというよくある話〜（ファントム）
- ブスに花束を。（ギャル）

### 劇場アニメ
- KING OF PRISM -PRIDE the HERO-（2017年）

### Webアニメ
- ルナたん 〜1万年のひみつ〜（2017年、女の子）
- ひとり暮らしの小学生（2018年、鈴音食堂の常連さんたち[16]）
- ちびあいりんのゆるやかな日常（2018年）
- ちょこっとアニメ けものフレンズ3（20年、マイルカ[17]）
- パワフルプロ野球 パワフル高校編（2021年、アナウンス）
- Shenmue the Animation（2022年、原崎望[18]）

### ゲーム
- ナイトスリンガー（2016年、パン、サキュバス、クニド、ティー）
- 黎冥学園生徒会〜天魔の末裔と禁断の果実〜（2016年）
- クロス×ロゴス（2019年、白鼠うるう、サンタ・キャロル、ファン・ゴッホ、アルテミス）
- けものフレンズ3（2019年、マイルカ[19]）
- ラストピリオド -終わりなき螺旋の物語-（2020年、クロエ[20]）
- 幻獣契約クリプトラクト（2021年 - 2023年、リュゼ）
- モンスターストライク（2023年、ハンナ・アスロー[21]）
- 機兵とドラゴン（2024年、テレジア、フー、MX-09[22]）
- 聖剣伝説 VISIONS of MANA（2024年）

### デジタルコミック
- おとなりさん以上かぞく未満（2019年、幼稚園の先生、真弥の母）
- リッチ警官 キャッシュ!（2020年、女の子A[23]）
- 主人恋日記（2023年、辻村宇乃[24]）

### 吹き替え

#### 映画
- リーガル・マインド 〜裏切りの法廷〜（2014年、レイシーの娘 他）
- エクソシスト 信じる者（2023年、看護師1[25]、院内アナウンス 他）
- ドント・ウォーリー・ダーリン（2023年、ロージー）

#### ドラマ
- MR. ROBOT/ミスター・ロボット シーズン4（2019年、少女）
- ウソつきはどっち!? #30（2020年、テッサ）
- エレメンタリー ホームズ&ワトソン in NY シーズン7 #12（2020年、ジェス）
- スーパーナチュラル シーズン15（2020年、リリー、ジェーン、トーリ）
- このエリアのクレイジーX（2021年、モデル）
- ウィンチェスターズ（2023年、レイラ）
- 誰もいない森の奥で木は音もなく倒れる（2024年）

#### アニメ
- SPIRITPACT -黄泉の契り-（2018年、和泉）
- トロールズ ミュージック★パワー（2020年、Kポップ・ギャング[26]）
- スパイディとすごいなかまたち（2021年、ホワイト・タイガー）
- 雄獅少年/ライオン少年（2023年[27]）

### オーディオブック
- 勇者と勇者と勇者と勇者（2019年、アーニャ[28]）
- 人生（2019年、九条ふみ[29]）
- 100人の英雄を育てた最強預言者は、冒険者になっても世界中の弟子から慕われてます（2020年、カティア ほか[30]）
- 熾界龍皇と極東の七柱特区（2021年、陽皇、飛田翼、八咫 ほか[31]）
- 奇械仕掛けのブラッドハウンド（2021年、栂貴織[32]、斎賀冬美 ほか）

### その他コンテンツ
- 日本バスケットボール協会 3×3の日 公式プロモーション映像（PV、顔出し出演）

## ディスコグラフィ

### キャラクターソング
| 発売日        | 商品名          | 歌               | 楽曲                                                                     | 備考                            |
| ------------- | --------------- | ---------------- | ------------------------------------------------------------------------ | ------------------------------- |
| 2020年12月9日 | MIRACLE DIALIES | はなまるアニマル | 「はなまるアドベンチャー」 「いつだってはなまる」 「アニマルっていいな」 | ゲーム『けものフレンズ3』関連曲 |

### シリーズ一覧
1. ↑  第3期『アーバンラマ編』（2023年）、第4期『聖域編』（2023年）

### ユニットメンバー
1. ↑  ドール（和泉風花）、ミーアキャット（柳原かなこ）、マイルカ（伏見はる香）